# Nikola Petrović-Njegoš
Nikola Mihajlo Frane Petrović-Njegoš, czarn. Никола Петровић-Његош, Nikola Petrović-Njegoš, fr. Nicolas Petrovitch-Njegosh (ur. 7 lipca 1944 w Saint-Nicolas-du-Pélem) – czarnogórski polityk, głowa rodu królewskiego jako książę koronny Mikołaj Mihajlović, pretendent do tronu jako Mikołaj II, architekt.
Urodził się w obozie dla internowanych obywateli zajętej przez Niemcy Czechosłowacji. Jest jedynym synem Michała, wielkiego księcia Grahova i Zety, oraz Geneviève Prigent (1919–1991), obywatelki francuskiej. Rodzice Nikoli rozwiedli się 11 sierpnia 1949 w Paryżu, dokąd matka zabrała chłopca. Od piątego roku życia wychowywał się w kręgu kultury francuskiej, rzadko widując ojca.
Kształcił się we Francji. W 1964 został przyjęty do Ecole Nationale Supérieure des Beaux-Arts, studiując architekturę. W trakcie nauki akademickiej w 1965-1967 odbył praktyki zawodowe. W 1967-1971 współpracował z wieloma biurami projektowymi, przygotowując plany m.in. kompleksu obiektów sportowych w Avoriaz. W 1971 otrzymał tytuł doktora inżyniera architekta i został przyjęty do Société Française des Architectes. Chętnie współpracował z rzeźbiarzem Szamajem Haberem. Do 2010 wykładał architekturę, współpracując z wieloma uczelniami politechnicznymi we Francji.

## Działalność polityczna
Po śmierci swojego ojca (1986) ogłosił się księciem koronnym Czarnogóry Mikołajem II. Był aktywnym działaczem na rzecz przywrócenia niepodległości Czarnogóry. W 2003 wygłosił oficjalne orędzie, w którym zgłosił swoją gotowość na objęcie tronu niepodległego państwa jedynie w przypadku wyraźnej woli Czarnogórców. W 2010 rząd krajowy wprowadził ustawę monarszą. Przyznał głowie domu niegdyś panującemu apanaż finansowy w wysokości 3 tys. € miesięcznie (równy pensji prezydenta) oraz zabezpieczył w budżecie państwa 300 tys. € rocznie na wydatki rodziny królewskiej. Ponadto nadał Nikoli obywatelstwo oraz posiadłości w Cetynii i Njeguši. Nikola zrezygnował jednak z zaproszenia rządowego, wskazując, że wprowadzona ustawa znacząco ogranicza możliwość uczestniczenia rodziny królewskiej w bieżącej polityce kraju.
Nowelizacja ustawy monarszej z 2011 w pełni zadowoliła Nikolę, który zaakceptował warunki rządu. Poszerzyła ona prawa rodziny królewskiej, nadając jej utrzymywane z budżetu państwa biuro oraz mianując jej głowę specjalnym przedstawicielem Czarnogóry. Nowelizacja pozwoliła Nikoli na używanie tytułu honorowego księcia koronnego Czarnogóry Mikołaja Mihajlovicia. Powierzyła mu również obowiązki reprezentacyjne w kraju oraz w dyplomacji międzynarodowej. Ponadto państwo zobowiązało się do wypłacenia rodzinie królewskiej rekompensaty w kwocie 4,3 mln €.
Wobec zmian legislacyjnych Nikola przyjął jako wyłączne obywatelstwo Czarnogóry i założył działającą tam fundację, która reprezentuje interesy dynastii oraz zajmuje się wsparciem rozwoju gospodarczego, cywilizacyjnego i kulturalnego kraju.

## Rodzina
27 listopada 1976 w Trébeurden ożenił się z Francine Navarro (1952–2008), projektantką mody. Małżeństwo zamieszkało w Les Lilas, gdzie wychowywało dwoje dzieci:
- Altinaja (*27 października 1977) – księżniczka Czarnogóry, od 2011 członkini rodziny królewskiej;
- Borys (*21 stycznia 1980) – dziedziczny książę koronny Czarnogóry, wielki książę Grahova i Zety, od 2011 członek rodziny królewskiej.

Przodkowie:
| 4. Mirko Petrović-Njegoš           |  |                           |  |  |                            |
|                                    |  | 2. Michał Petrović-Njegoš |  |  |                            |
| 5. Natalia Konstantinović          |  |                           |  |  |                            |
|                                    |  |                           |  |  | 1. Mikołaj Petrović-Njegoš |
| 6. François Marie Prigent          |  |                           |  |  |                            |
|                                    |  | 3. Geneviève Prigent      |  |  |                            |
| 7. Blanche Victorine Eugénie Bitte |  |                           |  |  |                            |
|                                    |  |                           |  |  |                            |